# Andrea Kiewel
Andrea Kiewel "Kiwi" (Oost-Berlijn 10 juni 1965) is een voormalig zwemster en huidig tv presentator in Duitsland.
Ze werd in 2000 presentatrice van het zondagochtendprogramma ZDF-Fernsehgarten en in 2014 ook van de nieuwjaarsshow vanuit Berlijn.

## Jeugd en opleiding
Andrea Kiewel was scholiere van de kinder- en jeugdsportschool Werner Seelenbinder in Berlin-Alt-Hohenschönhausen en in de jaren 80 lid van de nationale jeugdzwemploeg van de DDR. In 1979 was ze spartakiade-winnares bij de 4x100 meter wisselslagestafette van SC Dynamo Berlin. Een jaar later werd ze op het onderdeel vrije stijl derde bij de DDR-kampioenschappen en in 1981 tweede, ook met de wisselslagestafette. In 1982 won ze met het onderdeel vrije stijl de titel en werd met de wisselslagestafette opnieuw tweede. Haar beste soloresultaat in 1982 bij de DDR-kampioenschappen was de zesde plaats bij de 50 meter vrije stijl.
Na het eindexamen studeerde ze vanaf 1983 in Berlijn bij het Institut für Lehrerbildung de vakken leraar benedenbouw/sport en Duits. Van 1988 tot 1991 werkte ze als benedenbouwlerares in Berlin-Hellersdorf. In het zomerseizoen van 1989 en 1990 was ze werkzaam als reddingszwemster op Usedom.

## Als presentatrice
Kiewels carrière als presentatrice begon in juli 1990, tijdens de laatste maanden van de DDR-televisie Deutscher Fernfunk. Na de opheffing van de zender was ze vervolgens werkzaam bij de Berlijnse zender FAB (Fernsehen aus Berlin) en presenteerde het dagelijkse programma Fenster aus Berlin. Later was ze vrijwillig werkzaam voor SFB en daaropvolgend voor B1.
Van 1993 tot 2000 presenteerde ze het Sat.1-Frühstücksfernsehen. In 1997 presenteerde ze tijdelijk de show Talk X bij de zender ProSieben. Vanaf 2000 presenteerde ze de ZDF-Fernsehgarten en de toenmalige spelshow Jede Sekunde zählt. Vanaf 2004 presenteerde ze voor het ZDF Die Adventsshow, sinds 2005 bijkomend Die Herbstshow en van 2006 tot de beëindiging van de programma's in 2014 Die Frühlingsshow. In 2007 deed ze samen met Jan Hofer en Jörg Kachelmann de talkshow Riverboat bij de MDR. In 2007 presenteerde ze de uitreiking van de mediaprijs Goldene Henne,welke prijs ze in 2009 zelf ook mocht ontvangen bij het onderdeel Leserpreis Moderation. Vanaf 2009 presenteerde ze bij de particuliere zender RTL de show Einspruch – Die Show der Rechtsirrtümer, waarin ze de advocaat Ralf Höcker ondervraagt over juridische thema's. Het programma werd in 2011 beëindigd.
Ze was in de RTL-show Es kann nur EINEN geben samen met Joachim Llambi in het Home-Team. Bovendien presenteert ze sinds 2013 de ZDF-tv-programma's Willkommen bij het Brandenburger Tor.
In oktober 2008 trad Kiewel weer op bij het ZDF als een van zes prominenten in de quizshow Gut zu wissen, waarbij de opbrengst ten goede kwam voor de organisatie Welthungerhilfe.
Op oudejaarsavond 2008 presenteerde ze de ZDF-Hitparade en sinds 2009 weer de ZDF-Fernsehgarten.

## Verdere activiteiten
Sinds 2005 is ze columniste bij het tijdschrift Super-illu. In 2006 verscheen haar boek Mama, du bist nicht der Bestimmer.

## Sluikreclame
In december 2007 werd Kiewel verweten, dat ze het ZDF had misbruikt om betaalde sluikreclame voor Weight Watchers te maken, hetgeen ze echter ontkende, maar later in het programma Johannes B. Kerner corrigeerde ze deze uitspraak. In 2010 werd de zaak Kiewel opnieuw in de media ter sprake gebracht.

## Privéleven
Andrea Kiewel is moeder van twee zoons (1986 en 2001). Ze trouwde voor de eerste keer op 19-jarige leeftijd en op 34-jarige leeftijd voor de tweede keer. In december 2004 trouwde ze met haar derde echtgenoot, de regisseur Theo Naumann (1962 – 2012), waarna dit huwelijk in november 2007 werd ontbonden. Ze woonde 37 jaar in Berlijn. In 2005 verhuisde ze nabij Mainz, in 2016 nabij Frankfurt am Main.

## Tv-presentaties

### Actueel
- 2000–2007, sinds 2009: ZDF-Fernsehgarten, ZDF
- seit 2013: Willkommen, ZDF
- seit 2014: ZDF-Fernsehgarten on Tour, ZDF
- seit 2016: Die große Drei-Länder-Show, ZDF

### Voormalig
- 1991: Fenster aus Berlin, FAB
- 1993–2000: Sat.1-Frühstücksfernsehen, Sat.1
- 1997: Talk X, ProSieben
- 2000–2001: Jede Sekunde zählt, ZDF
- 2002: Wir wollen helfen – Die Flutkatastrophe (met Marco Schreyl), ZDF
- 2002: Die iday-Nacht (met Kai Böcking), ZDF
- 2003: Na so was – 40 Jahre ZDF (met Kai Böcking), ZDF
- 2003: Die deutsche Stimme 2003 (met Kai Böcking), ZDF
- 2003–2004: Sound der 80er, ZDF
- 2004: ABBA – die Jubiläumsshow, ZDF
- 2004–2005, 2011–2012: Die Adventsshow, ZDF
- 2005–2007, 2010–2013: Die Herbstshow, ZDF
- 2006–2007: Kult am Sonntag, ZDF
- 2006–2007, 2010–2012: Mein allerschönstes Weihnachtslied, ZDF
- 2006–2012: Die ZDF-Hitparty, ZDF
- 2006–2007, 2011–2013: Die Frühlingsshow, ZDF
- 2007: Riverboat, MDR
- 2009–2011: Einspruch – Die Show der Rechtsirrtümer (met Ralf Höcker), RTL
- 2013: Kiwis großer Weihnachtsmarkt-Check, ZDF
- 2013–2014: Schöne Bescherung! Der perfekte Weihnachtsabend mit Andrea Kiewel, ZDF
- 2014: Rach tischt auf! (met Christian Rach en Dirk Steffens), ZDF
- 2017: Mainz feiert! – Das Fest zum Tag der Deutschen Einheit (met Christian Sievers), ZDF

- Gemeinsame Normdatei: 132239140
- International Standard Name Identifier: 0000 0001 0954 4184
- Virtual International Authority File: 11001540
- WorldCat: E39PBJh4r8Qw7WCkqpQbGdp773